# Mary Elizabeth Winstead
Mary Elizabeth Winstead (Rocky Mount, Észak-Karolina, 1984. november 28. –) amerikai színésznő.

## Gyermekkora és tanulmányai
Mary Elizabeth Winstead Betty Lou és James Ronald negyedik gyermekeként látta meg a napvilágot, 1984. november 28-án. Amikor a kislány ötéves lett, családjával Salt Lake City-be költöztek. A Peruvian Park Általános Iskolában tanult, ahol külön tánc- és énekórákra járt. A The Joffrey Ballett balettiskolába is járt, mert balett-táncos szeretett volna lenni, ám tudatták vele, hogy ehhez túl magas. Ekkor fordult a színészet felé.

## Színészi pályafutása
1997-ben tűnt fel először a képernyőn, az Angyali érintés című televíziós sorozat egyik epizódjában. 1999 és 2000 között a Passions című sorozatban 89 részen át alakította Jessica Bennett-et. 2004-ben szerepelt a Szörnyek szigete televíziós horror-vígjátékban Carmen Electrával, 2005-ben feltűnt A kör 2. című horrorfilmben Naomi Watts és Sissy Spacek társaságában, egy évvel később ezt követte a hasonló műfajú Végső állomás 3., Wendy Christensen szerepében.
Quentin Tarantino 2007-ben felkérte a Grindhouse – Halálbiztos című filmjében Lee szerepére, majd a Die Hard 4.0 – Legdrágább az életed című akciófilmben a főszereplő John McClane lányát, Lucy Gennaro-t alakította.Főszerepeket kapott a Dobd be magad! (2008), a Scott Pilgrim a világ ellen (2011) és A dolog (2011) című filmekbent. 2013-ban rövid időre feltűnt a Die Hard – Drágább, mint az életed című, részben Budapesten forgatott folytatásban is, majd 2016-ban Paul Dano és Daniel Radcliffe partnereként Az ember, aki mindent tudott című vígjáték-drámában.
Szerepelt az Észak és Dél nővérei és a Fargo tíz-tíz epizódjában is.

## Magánélete
Winstead 2010-ben ment hozzá Riley Stearns amerikai filmrendezőhöz, akivel egy óceáni hajóúton ismerkedett meg, 18 éves korában. Főszereplője és producere volt Stearns Faults című 2014-es debütáló játékfilmjének. Különválásukat 2017 májusában jelentették be, és még abban az évben elváltak.
2017 októberében arról számoltak be, hogy kapcsolatban áll Ewan McGregor skót színésszel, akivel a Fargo forgatásán ismerkedett meg. A fiuk Laurie 2021. június 27-én született. 2022. április 23-án összeházasodtak.

## Filmográfia

### Film
| Év   | Magyar cím                                          | Eredeti cím                                   | Szerep                                           | Magyar hang         | Rendező(k)                  |
| ---- | --------------------------------------------------- | --------------------------------------------- | ------------------------------------------------ | ------------------- | --------------------------- |
| 2005 | A kör 2. (vágatlan verzió)                          | The Ring Two                                  | Evelyn Borden fiatalon                           | Béli Titanilla      | Nakata Hideo                |
| 2005 | Tuti kis öngyilkos buli                             | Checking Out                                  | Lisa Apple                                       | Molnár Ilona        | Jeff Hare                   |
| 2005 | Szuper felsőtagozat                                 | Sky High                                      | Gwen Grayson / Royal Pain / Sue "Tenny" Tennyson | Lamboni Anna        | Mike Mitchell               |
| 2006 | Végső állomás 3.                                    | Final Destination 3                           | Wendy Christensen                                | Csuha Borbála       | James Wong                  |
| 2006 | Bobby Kennedy – A végzetes nap                      | Bobby                                         | Susan Taylor                                     | Molnár Ilona        | Emilio Estevez              |
| 2006 | Fekete karácsony                                    | Black Christmas                               | Heather Fitzgerald                               | Kiss Anikó          | Glen Morgan                 |
| 2006 | Hullócsillag                                        | Factory Girl                                  | Ingrid Superstar                                 |                     | George Hickenlooper         |
| 2007 | Grindhouse: Halálbiztos                             | Death Proof                                   | Lee Montgomery                                   | Molnár Ilona        | Quentin Tarantino           |
| 2007 | Die Hard 4.0 – Legdrágább az életed                 | Live Free or Die Hard                         | Lucy Gennero-McClane                             | Szinetár Dóra       | Len Wiseman                 |
| 2008 | Dobd be magad!                                      | Make It Happen                                | Lauryn Kirk                                      | Molnár Ilona        | Darren Grant                |
| 2010 | Scott Pilgrim a világ ellen                         | Scott Pilgrim vs. the World                   | Ramona Flowers                                   | Molnár Ilona        | Edgar Wright                |
| 2011 | A dolog                                             | The Thing                                     | Dr. Kate Lloyd                                   | Molnár Ilona        | Matthijs van Heijningen Jr. |
| 2012 | Szárazon                                            | Smashed                                       | Kate Hannah                                      | Pálmai Anna         | James Ponsoldt              |
| 2012 | Abraham Lincoln, a vámpírvadász                     | Abraham Lincoln: Vampire Hunter               | Mary Todd Lincoln                                | Gáspár Kata         | Tyimur Bekmambetov          |
| 2013 | Pillantás Charlie Swan képzeletébe                  | A Glimpse Inside the Mind of Charles Swan III | Kate                                             |                     | Roman Coppola               |
| 2013 | Az élet habzsolva jó                                | The Spectacular Now                           | Holly Keely                                      | Hámori Eszter       | James Ponsoldt              |
| 2013 | Elvált Szülők Felnőtt Gyermekei                     | A.C.O.D.                                      | Lauren Stinger                                   | Bánfalvi Eszter     | Stuart Zicherman            |
| 2013 | Die Hard – Drágább, mint az életed (mozis változat) | A Good Day to Die Hard                        | Lucy Gennero-McClane                             | Szávai Viktória     | John Moore                  |
| 2014 |                                                     | Faults                                        | Claire                                           |                     | Riley Stearns               |
| 2014 |                                                     | Alex of Venice                                | Alex Vedder                                      |                     | Chris Messina               |
| 2014 | Jobb, ha hallgatsz                                  | Kill the Messenger                            | Anna Simons                                      | Szinetár Dóra       | Michael Cuesta              |
| 2014 |                                                     | Showing Up (dokumentumfilm)                   | önmaga                                           |                     | nincs filmrendző            |
| 2016 | Az ember, aki mindent tudott                        | Swiss Army Man                                | Sarah Johnson                                    |                     | Dan Kwan, Daniel Scheinert  |
| 2016 | Szeretteink körében                                 | The Hollars                                   | Gwen                                             | Sipos Eszter Anna   | John Krasinski              |
| 2016 | Cloverfield Lane 10                                 | 10 Cloverfield Lane                           | Michelle                                         | Pálmai Anna         | Dan Trachtenberg            |
| 2018 |                                                     | All About Nina                                | Nina Geld                                        |                     | Eva Vives                   |
| 2019 | Gemini Man                                          | Gemini Man                                    | Danielle "Danny" Zakarewski                      | Pálmai Anna         | Christopher Cantwell        |
| 2019 |                                                     | The Parts You Lose                            | Gail                                             |                     | Ang Lee                     |
| 2020 | Ragadozó madarak                                    | Birds of Prey                                 | Helena Bertinelli / Vadásznő                     | Ligeti Kovács Judit | Cathy Yan                   |
| 2021 | Kate                                                | Kate                                          | Kate                                             | Bánfalvi Eszter     | Cedric Nicolas-Troyan       |
| 2023 |                                                     | Rich Filu                                     |                                                  |                     | Galder Gaztelu-Urrutia      |

### Televízió
| Év        | Magyar cím                | Eredeti cím                             | Szerep                  | Megjegyzések                                         |
| --------- | ------------------------- | --------------------------------------- | ----------------------- | ---------------------------------------------------- |
| 1997      | Angyali érintés           | Touched by an Angel                     | Kristy                  | 1 epizód                                             |
| 1998      | Az ígéret földje          | Promised Land                           | Chloe                   | 2 epizód                                             |
| 1999–2000 |                           | Passions                                | Jessica Bennett         | állandó szereplő                                     |
| 1999      |                           | The Long Road Home                      | Annie Jacobs            | tévéfilm                                             |
| 2000      |                           | Father Can't Cope                       | Tara                    | próbaepizód                                          |
| 2001–2002 |                           | Wolf Lake                               | Sophia Donner           | főszereplő                                           |
| 2003      |                           | Then Came Jones                         | Rina                    | tévéfilm                                             |
| 2004      | Tru Calling – Az őrangyal | Tru Calling                             | Bridget Elkins          | 1 epizód                                             |
| 2004      | Szörnyek szigete          | Monster Island                          | Madison                 | tévéfilm                                             |
| 2012      |                           | The Beauty Inside                       | Leah                    | websorozat                                           |
| 2015      |                           | Exposed                                 | Anna Loach              | próbaepizód                                          |
| 2015      |                           | Quarry                                  | Joni                    | eladatlan próbaepizód                                |
| 2015      |                           | The Returned                            | Rowan Blackshaw         | főszereplő                                           |
| 2015      |                           | Comedy Bang! Bang!                      | önmaga                  | 1 epizód                                             |
| 2016      |                           | Brad Neely's Harg Nallin Sclopio Peepio | vendégsztár (hangja)    | 1 epizód                                             |
| 2016      |                           | BrainDead                               | Laurel Healy            | főszereplő                                           |
| 2016–2017 | Észak és Dél nővérei      | Mercy Street                            | Mary Phinney            | főszereplő                                           |
| 2017      | Fargo                     | Fargo                                   | Nikki Swango            | főszereplő (3. évad)                                 |
| 2017      |                           | Danger & Eggs                           | Trix Blixon (hangja)    | 1 epizód                                             |
| 2019      | Love, Death & Robots      | Love, Death & Robots                    | Gail                    | 1 epizód                                             |
| 2021      |                           | The Late Late Show with James Corden    | önmaga                  | 1 epizód                                             |
| 2023      | Ahsoka                    | Ahsoka                                  | Hera Syndulla           | főszereplő (7 epizód) magyar hangja: Kis-Kovács Luca |
| 2023      | Scott Pilgrim rákapcsol   | Scott Pilgrim Takes Off                 | Ramona Flowers (hangja) | főszereplő magyar hangja: Molnár Ilona[forrás?]      |